# Šiinova makrolaktonizace
Šiinova makrolaktonizace nebo Šiinova laktonizace je organická reakce sloužící k přípravě cyklických sloučenin využívající anhydridy aromatických karboxylových kyselin jako dehydratační činidla. Objevil ji roku 1994 Isamu Šiina z Tokijské vědecké univerzity jako cyklizační reakci využívající Lewisovy kyseliny jako katalyzátory a v roce 2002 popsal variantu probíhající v zásaditém prostředí za přítomnosti nukleofilního katalyzátoru.

## Mechanismus
Pomalou adicí sekokyseliny (hydroxykyseliny, jejíž hydroxylová skupina je navázána na koncový atom uhlíku) na molekulu anhydridu aromatické karboxylové kyseliny za přítomnosti katalyzátoru vzniká příslušný lakton (cyklický ester) mechanismem znázorněným na následujícím obrázku. Při kyselí Šiinově makrolaktonizaci je katalyzátorem Lewisova kyselina, za zásaditých podmínek se jako katalyzátory používají nukleofily.
Při kyselé Šiimově makrolaktonizaci je nejběžnějším dehydratačním činidlem anhydrid kyseliny 4-trifluormethylbenzoové (TFBA). Lewisova kyselina aktivuje TFBA a poté karboxylová kyselina reaguje s aktivovaným TFBA za vzniku smíšeného anhydridu. Následně je selektivně aktivována karbonylová skupina odvozená od sekokyseliny, která je atakována hydroxylem a dochází k vnitromolekulární nukleofilní substituci. Současně s tím sůl karboxylové kyseliny vzniklá ze smíšeného anhydridu zapůsobí jako deprotonační činidlo, čímž vyvolá cyklizaci a tvorbu laktonu]. Každá molekula TFBA přijme atomy z jedné molekuly vody z výchozí látky, kterou je hydroxykyselina, a nakonec se přemění na dvě molekuly kyseliny 4-trifluormethylbenzoové. Vzhledem k obnově katalyzující Lewisovy kyseliny na konci procesu stačí k provedení reakce malé množství katalyzátoru ve srovnání s množstvím výchozích látek.
U zásadité varianty se jako dehydratační činidlo nejčastěji používá anhydrid kyseliny 2-methyl-6-nitrobenzoové. Na začátku nukleofilní katalyzátor aktivuje MNBA a vytvoří se aktivovaný karboxylát. Poté reakcí karboxylové skupiny sekokyseliny s aktivovaným karboxylátem vznikne smíšený anhydrid podobným způsobem jako při kyselé katalýze. Následně nukleofilní katalyzátor selektivně reaguje s karbonylovou skupinou odvozenou od sekokyseliny vytvářející smíšený anhydrid a opět vznikne aktivovaný karboxylát. Hydroxylová skupina sekokyseliny následně reaguje ve vnitromolekulární nukleofilní substituci a ve stejném okamžiku karboxylátový anion kyseliny 2-methyl-6-nitrobenzoové způsobí deprotonaci a vznik laktonu. Každá molekula MNBA přijme atomy z jedné molekuly vody z výchozí látky a přemění se na dvě molekuly aminiové soli kyseliny 2-methyl-6-nitrobenzoové. Vzhledem k obnově nukleofilu na konci procesu stačí k provedení reakce malé množství katalyzátoru ve srovnání s množstvím výchozích látek.